# 少花溲疏
少花溲疏（学名：Deutzia crassifolia var. pauciflora）为虎耳草科溲疏属下的一个变种。

## 扩展阅读
- 維基物種上的相關：少花溲疏